# Tom Clancy's Ghost Recon Wildlands: War Within The Cartel
Tom Clancy's Ghost Recon Wildlands: War Within The Cartel (o abbreviato: War Within The Cartel) è un cortometraggio del 2017 diretto da Avi Youabian, basato sul videogioco Tom Clancy's Ghost Recon Wildlands. È stato distribuito il 16 febbraio 2017 negli Stati Uniti in TV e su Amazon Prime Video.

## Trama
In Bolivia, l'agente sotto copertura della CIA Ricky Sandoval è incaricato di sconfiggere il cartello di Santa Blanca, attivo nella regione da anni. Durante una notte, gli agenti della CIA cercano di tendere un'imboscata ai principali capi del cartello: El Muro, El Sueño e Nidia Flores. Tuttavia, El Muro scopre la presenza degli agenti e apre il fuoco. Nella confusione, El Sueño trova due ragazzi, Ana e Gabriel, che stavano osservando la scena.
Dopo averli uccisi, El Sueño, con l'aiuto del prete del cartello El Cardenal, interroga il padre dei due ragazzi, che rivela la presenza di una talpa all'interno del cartello. Grazie ai filmati delle telecamere di sorveglianza, El Sueño riesce presto a identificare il traditore. Nel frattempo, nel laboratorio di produzione della droga, si accende una discussione tra Nidia Flores, che vuole aumentare la produzione, e i due scienziati La Gringa e Marcus Jenssen, che sostengono di non avere i mezzi per farlo.
Ricky Sandoval, consapevole di essere stato scoperto, contatta il suo referente alla CIA, che gli ordina di raggiungere una collina dove un elicottero lo aspetterà per evacuarlo. Tornato a casa per recuperare sua moglie Monica, Ricky si trova faccia a faccia con uno scagnozzo del cartello, che deve eliminare in un combattimento corpo a corpo per poter fuggire con lei.
Durante la fuga, Monica, ignara della vera identità di Ricky come agente della CIA, lo costringe a fermarsi per chiedere spiegazioni. Questo ritardo permette agli scagnozzi del cartello di rintracciarli. Ricky, quindi, ordina a Monica di correre verso l'elicottero e di lasciarlo indietro. Ricky viene catturato e tenuto in ostaggio. La CIA decide allora di inviare una squadra di quattro agenti, i Ghost, per salvarlo.

## Critica
Il film è stato giudicato molto bene dalla critica, che avrebbe voluto solo più storia del cartello e qualche scena in più dei Ghost.

## Personaggi
- Ricky Sandoval (D. J. Cotrona): il protagonista. Un agente della CIA che si è infiltrato nel cartello di Santa Blanca per sconfiggerlo. Viene scoperto, per cui deve scappare, ma non fa in tempo e viene catturato dagli scagnozzi del cartello.
- Monica Sandoval (Mercedes Renard): la moglie di Ricky Sandoval. Nella scena finale scappa verso l'elicottero e lascia suo marito agli scagnozzi del cartello.
- El Muro (Jose Rosete): il capo del cartello. Durante l'incontro in una delle prime scene è lui a vedere gli agenti della CIA appostati.
- El Sueño (Esteban Cueto): la "mente" del cartello. Una delle figure più importanti del film che trova Ana e Gabriel, interroga loro padre e trova la talpa.
- Nidia Flores (Kesia Elwin): la direttrice della produzione di droga del cartello.
- El Cardenal (Tony Plana): il prete del cartello. Lui convince la gente che il cartello fa cose buone e non va contrastato.
- El Yayo (Gregory Zaragoza): colui che crea la droga da produrre per il cartello.
- Marcus Jenssen e La Gringa (T.I. e Carly Thomas Smith): i due scienziati del cartello che si occupa di come viene prodotta la droga